# Geburtstagsmethode
Die Geburtstagsmethode wird in der Umfrageforschung eingesetzt, um bei telefonischen Befragungen eine zufällige Auswahl der Befragten sicherzustellen. Eine zufällige Auswahl (Stichprobe) der Telefonnummern garantiert zunächst keine Auswahl von Befragten, die zu einem repräsentativen Ergebnis führt, weil in vielen Haushalten mehrere Personen leben und manche Personen häufiger ans Telefon gehen als andere. Um ein Zufallselement in die Auswahl des Befragten einzubringen, werden die Interviewer angewiesen, bei Mehrpersonenhaushalten zu fragen: „Darf ich bitte mit derjenigen Person in Ihrem Haushalt sprechen, die zuletzt Geburtstag hatte?“
Nachteile der Geburtstagsmethode sind:
- Viele Gesprächspartner empfinden die Frage als unverschämt und brechen das Gespräch ab. Dem kann man durch eine Erklärung entgegenwirken („Um sicherzustellen, dass die Befragten rein zufällig ausgewählt werden, möchte ich bitte mit derjenigen Person in Ihrem Haushalt sprechen, die zuletzt Geburtstag hatte.“).
- Personen, die gern an Umfragen teilnehmen, behaupten einfach, sie hätten zuletzt Geburtstag gehabt, auch wenn das gar nicht stimmt. Die Auswahl der Befragten wird dadurch zugunsten besonders auskunftsfreudiger Menschen verzerrt.
- Bei periodisch wiederkehrenden Studien sind die Geburtsdaten der ausgewählten Personen nicht gleich verteilt.